# Javesella azorica
Javesella azorica är en insektsart som beskrevs av Adolf Remane 1975. Javesella azorica ingår i släktet Javesella och familjen sporrstritar.
Artens utbredningsområde är Spanien. Inga underarter finns listade i Catalogue of Life.